# Теллурат ртути(II)
Теллурат ртути(II) — неорганическое соединение,
соль ртути и теллуровой кислоты
с формулой Hg3TeO6,
янтарные кристаллы,
не растворяется в воде.

## Получение
- Смешивание подкисленных растворов нитрата ртути(II) и теллурата натрия [1]:

{\displaystyle {\mathsf {3Hg(NO_{3})_{2}+Na_{6}TeO_{6}\ \xrightarrow {} \ Hg_{3}TeO_{6}\downarrow +6NaNO_{3}}}}

## Физические свойства
Теллурат ртути(II) образует янтарные кристаллы
кубической сингонии,
пространственная группа  I a3,
параметры ячейки a = 1,33808 нм, Z = 16
.
Также известен теллурат ртути(II) состава Hg2TeO5, который образует тёмно-красные кристаллы
ромбической сингонии,
пространственная группа P na21,
параметры ячейки a = 0,73462 нм, b = 0,58635 нм, c = 0,9969 нм, Z = 4
.
Не растворяется в воде.